# Greenland Airports
Greenland Airports, anciennement appelé Mittarfeqarfiit, est l'opérateur national des aéroports du Groenland. Propriété des autorités groenlandaises, elle gère 59 aéroports, dont 47 accueillent uniquement des hélicoptères et 12 également des avions. Quarante-deux d'entre eux sont considérés comme des helistops.
La compagnie emploie près de 400 personnes, travaillant en majorité dans les douze principaux aéroports. La plupart des helistops sont fournis en personnel par les compagnies aériennes elles-mêmes. Mittarfeqarfiit possède également deux hôtels, dans les aéroports de Kangerlussuaq et de Narsarsuaq. Elle gère également une école d'aiguilleurs du ciel à Narsarsuaq.

## Historique du logotype

Logo de 1988 à 2024
Ancien logo simplifié
Logo depuis le 15 avril 2024
Logo simplifié depuis le 15 avril 2024

## Sources
- (en) Cet article est partiellement ou en totalité issu de l’article de Wikipédia en anglais intitulé « Greenland Airport Authority » (voir la liste des auteurs).